# 長體雀杜父魚
長體雀杜父魚為杜父魚科雀杜父魚屬的唯一一種，為溫帶海水魚，分布於西北太平洋鄂霍次克海海域，棲息深度15-269公尺，體長可達44公分，棲息在底層水域，生活習性不明。